# Portada/article setembre 20

## Color dels ulls
El color dels ulls és un caràcter fenotípic determinat per la quantitat i el tipus de pigment de l'iris. En els animals hi ha una gran variació d'aquest caràcter. En els ulls humans, aquestes variacions en el color s'atribueixen als diversos quocients de melanina produïts pels melanòcits.
Existeixen tres elements principals a l'iris que contribueixen al seu color: el contingut de melanina de l'epiteli pigmentari, el contingut de melanina dins del teixit connectiu de l'iris i la densitat cel·lular d'aquest teixit. En tots els colors, l'epiteli pigmentari de l'iris conté el pigment negre, la melanina. A més de la melanina, un altre pigment que actua en el procés és el lipocrom.